# Antoni Pańkowski
Antoni Pańkowski (ur. 1805, zm. 1877) – duchowny unicki, a następnie prawosławny. Organizował opór wiernych przeciwko przygotowaniom do przejścia unickich parafii na Białostocczyźnie na prawosławie, pisał w tej sprawie listy do oberprokuratora Świętego Synodu oraz do cara Mikołaja I. Uznany za prowodyra zamieszek w Nowoberezowie, zagrożony zsyłką do Kostromy, zgodził się na konwersję i przez resztę życia był proboszczem prawosławnym.

## Życiorys

### Duchowny unicki
Od 1834 r. był proboszczem unickiej parafii w Nowoberezowie. Ukończył unickie seminarium duchowne przy klasztorze bazyliańskim w Żyrowiczach. Już jako kapłan w latach 1837–1838 odbył dalsze przeszkolenie teologiczne w tejże placówce. Szkolenie to było związane z przygotowaniami do przejścia unickich parafii na Litwie, Białorusi i Podlasiu na prawosławie, który to proces w porozumieniu z władzami rosyjskimi koordynował unicki biskup Józef Siemaszko.

### Organizacja oporu przeciwko konwersji na prawosławie
W końcowej fazie przygotowań do likwidacji unii na wymienionym obszarze ks. Pańkowski znalazł się w grupie duchownych, którzy początkowo odmówili złożenia deklaracji gotowości do konwersji. W lipcu 1838 był jednym z 21 duchownych unickich, którzy zwrócili się wprost do cara z prośbą o umożliwienie im zachowania dotychczasowego wyznania. Twierdzili, że wymuszone konwersje są niezgodne z prawem. List ten został wręczony oberprokuratorowi Świątobliwego Synodu Rządzącego Nikołajowi Protasowowi, który nie zajął się sprawą, gdyż proboszczowie napisali go z inicjatywy własnej, bez spotkania ze swoim biskupem. W związku z tym car Mikołaj I polecił rozwiązanie problemu biskupowi Józefowi Siemaszce. 13 sierpnia 1838 Antoni Pańkowski oraz proboszcz parafii w Czyżach Faust Goworski zostali wezwani do Żyrowicz na rozmowę z konsystorzem duchownym. Gdy nie zgodzili się na przyjęcie prawosławia, biskup pomocniczy diecezji wileńskiej Antoni Zubko skierował ich do klasztoru w Torokaniach, by uniemożliwić im kontakty z innymi unickimi kapłanami. Józef Siemaszko potwierdził tę decyzję. Trzynaście dni później ta sama grupa proboszczów wystosowała kolejny list do cara, twierdząc, że są ofiarami prześladowań religijnych. Suplikę przesłali Mikołajowi I za pośrednictwem dowodzącego żandarmerią Aleksandra Beckendorffa. W liście deklarowali całkowitą lojalność wobec władcy. W tym samym roku biskup Antoni w liście do generał-gubernatora wileńskiego wymienił Antoniego Pańkowskiego wśród najbardziej niechętnych prawosławiu duchownych. W sierpniu 1838 ks. Pańkowskiego pozbawiono parafii nowoberezowskiej.
Wobec braku odpowiedzi na skargę z sierpnia uniccy proboszczowie skierowali we wrześniu kolejny list do cara, jednak ks. Pańkowski, który przebywał w izolacji w klasztorze w Torokaniach, nie miał już możliwości go podpisać. Klasztor opuścił w październiku 1838, jednak biskup Józef Siemaszko suspendował go i nakazał skierować do innego monasteru w Byteniu. Pańkowski przesłał w swojej sprawie jeszcze dwie skargi: do cara i do Beckendorffa. Równocześnie nie udał się do Bytenia, ale samowolnie wyjechał do Nowoberezowa, by podburzać wiernych przeciwko nowemu proboszczowi i dziekanowi. Mimo suspensy nadal odprawiał nabożeństwa. W tym samym czasie większość kapłanów unickich na Białostocczyźnie zaakceptowała już zmiany wprowadzane w Kościele unickim w Imperium Rosyjskim.

#### Sprawa zamieszek w Nowoberezowie
Antoni Pańkowski po przybyciu do Nowoberezowa w październiku 1838 r. oznajmił wiernym, że w odróżnieniu od biskupa i dziekana nie chce być „schizmatykiem”. Wówczas tłum zaatakował obecnego również we wsi dziekana ks. Adama Kostycewicza i zażądał przywrócenia Pańkowskiemu praw do nowoberezowskiego probostwa, zarzucał mu również wprowadzanie „schizmatyckiego wyznania” poprzez wstawianie do świątyń ikonostasów i usuwanie organów oraz monstrancji. Pod naciskiem tłumu dziekan zgodził się wystawić na piśmie zobowiązanie, iż Pańkowski pozostanie proboszczem w Nowoberezowie. Sam duchowny nie brał udziału w zamieszkach, aby nie odpowiadać za podburzanie tłumu. Sprawą zamieszek w Nowoberezowie zajęła się specjalna komisja pod przewodnictwem kpt. Stalińskiego. Władze kościelne skierowały do parafii nowoberezowskiej nowego proboszcza. Komisja uznała ks. Pańkowskiego za głównego inspiratora zamieszek we wsi. W końcu października 1838 r. Pańkowski przyjechał do Białegostoku, skąd został skierowany do Żyrowicz. Informacje o jego postępowaniu trafiły ponownie do oberprokuratora Świętego Synodu, który przekazał je carowi. Postanowił on surowo potraktować Antoniego Pańkowskiego oraz proboszcza parafii w Kleszczelach Antoniego Sosnowskiego, również zdeklarowanego przeciwnika prawosławia. 1 listopada 1838 r. ogłoszono, że obaj zostaną zesłani do guberni kostromskiej. Decyzja cara została podjęta bez konsultacji z biskupem Józefem Siemaszką, który obawiał się, że surowa kara tym bardziej zniechęci do prawosławia kilkunastu innych niechętnych mu kapłanów.

### Konwersja na prawosławie i dalsza służba
Przerażony podjętą w swojej sprawie decyzją, Pańkowski 26 listopada 1838 r. zadeklarował chęć przejścia na prawosławie. Skierowano go do monasteru Świętych Piotra i Pawła w Byteniu, a jego przełożony, ihumen Leoncjusz, otrzymał polecenie szczególnego nadzorowania duchownego. Mimo to Pańkowski szybko zdołał wyjechać z monasteru i wyjechał na teren dekanatu bielskiego. Odmawiał stawienia się przed władzami duchownymi, w związku z czym Józef Siemaszko zwrócił się o pomoc do władz świeckich. Równocześnie 17 grudnia 1838 r. biskup napisał do cara z prośbą o anulowanie decyzji o zesłaniu. Z uwagi na zmianę postępowania kapłana zasugerował umieszczenie go jedynie na pięć tygodni w klasztorze w Żyrowiczach. Jego propozycja została przyjęta; Pańkowski miał nadal służyć w diecezji wileńskiej. Duchowny nie przyjechał jednak do Żyrowicz i nadal nielegalnie zamieszkiwał na nowoberezowskiej plebanii, a także służył w miejscowej cerkwi, nie dopuszczając do tego nowego proboszcza. Ostatecznie od lutego do marca 1839 r. odbywał karę kościelną (epitemię), służąc w soborze Zaśnięcia Matki Bożej w klasztorze w Żyrowiczach. Biskup Józef Siemaszko uznał, że jego postawa nie budziła już wątpliwości i mianował go proboszczem parafii Podwyższenia Krzyża Pańskiego w Werstoku. Mimo to w maju 1839 r. Pańkowski nadal mieszkał w Nowoberezowie.
W kolejnych latach służył jako prawosławny proboszcz w Wierzchowiczach, a od 1846 r. w Dziatłowie.